# Зибольд, Мария Фёдоровна

Врачи и обслуживающий персонал женской больницы Белградского женского общества: доктор М. Зибольд (вторая слева)

Мария Федоровна Зибольд (Мари Зибольд) (31 января 1849, Рига, Российская империя — 5 апреля 1939, Белград) — русский и сербский врач. Считается первой женщиной-врачом в Сербии и, вероятно, на Балканах.

## Биография
Родилась в немецкой протестантской семье. Закончила гимназию в Санкт-Петербурге.
С 1870 по 1874 год изучала медицину в Цюрихе и Берне, где познакомилась с сербскими студентами, которые в то время учились в Швейцарии, в частности с Н. Пашичем. После окончания учёбы вернулась на родину, и начала заниматься частной врачебной практикой.
В 1876 г. отправилась для оказания помощи сербам в ходе Сербско-турецкой войны, где получила признание в качестве хирурга в военном госпитале, затем практиковала в Белграде. Позже, отправлена на военную службу в Румынию и Болгарию, поскольку тогда в войну с Турцией вступила и Россия. Руководила военным госпиталем в Дробета-Турну-Северине. После окончания войны в 1878 году вернулась в Сербию, получила сербское гражданство и работала в Белграде врачом в военных госпиталях. В 1883 году уехала из Белграда в Пешт, а в следующем году в Софию.
В 1886 году ненадолго вернулась в Белград, но из-за недоверия по соображениям безопасности отправилась в Константинополь, где какое-то время работала врачом в гареме султана Абдул-Хамида. Покинув придворную службу, некоторое время работал частным врачом в Каире. Когда ситуация в Сербии изменилась в 1903 году вернулась в Сербию.
После начала Первой мировой войны в качестве добровольца была принята врачом в госпиталь Вардарской дивизии. Получила звание майора сербской армии и в 1915 году была назначена заведующей военным госпиталем в Скопье . После оккупации Скопье Мария Зибольд вместе с госпиталем переехала в Приштину. Когда болгары захватили госпиталь, весь персонал был интернирован в Софию. Позже, работала муниципальным врачом, переехала в Белград, где до выхода на пенсию была чиновником Министерства здравоохранения.
Мария Фёдоровна Зибольд участвовала во всех сербско-освободительных войнах (Сербско-турецкой, Балканской и Первой мировой), много лет самоотверженно работала в различных благотворительных организациях. Была первой женщиной в Сербии в ранг сербского майора медицины. Внесла большой вклад в вопросе прав женщин в Сербии.
Умерла в Белграде 5 апреля 1939 г., где и похоронена со всеми воинскими почестями.

## Память
- Одна из улиц Белграда названа её именем.